# Liste der Zuflüsse der Brigach
Liste der Zuflüsse der Brigach
Die Brigach ist der linke Quellfluss der Donau. Sie entspringt im östlichen Schwarzwald auf der Gemarkung Brigach der Kleinstadt St. Georgen im Schwarzwald auf einer Höhe von 925 m ü. NHN, ist 40,2 km lang und hat ein 196,7 Quadratkilometern. großes Einzugsgebiet. Bei Donaueschingen vereint sie sich mit der Breg, von der sie in allen drei Größen übertroffen wird.

## Tabelle der Zuflüsse der Brigach
Nachweise siehe bei der → Detaillierten Liste unten.
| Stat. in km | GKZ       | Name               | Lage   | Länge in km | EZG in km² | Mündung                                        | Mündungshöhe in m ü. NHN | Quelle                                            | Quellhöhe in m ü. NHN | Bemerkungen                                |
| ----------- | --------- | ------------------ | ------ | ----------- | ---------- | ---------------------------------------------- | ------------------------ | ------------------------------------------------- | --------------------- | ------------------------------------------ |
| 38.392      | 1112-112  | Zinkenbach         | links  | 01,1        | 01,3       | St. Georgen-Auf der Matten                     | 860                      | St. Georgen-Im Zinken                             | 888                   |                                            |
| 36.459      | 1112-12   | Sommeraubach       | links  | 02,7        | 04,2       | St. Georgen-Kohlbühl                           | 820                      | St. Georgen-Sommerau                              | 875                   |                                            |
| 34.692      | 1112-14   | Weidenbächle       | links  | 02,4        | 02,6       | St. Georgen, Bahnhof                           | 800                      | St. Georgen-Vohenlohe                             | 850                   |                                            |
| 33.760      | 1112-152  | Gickenlochbach     | links  | 00,8        | 00,8       | St. Georgen, Brücke z. ehem. Kloster           | 790                      | Wald Gickenloch                                   | 818                   |                                            |
| 33.092      | 1112-16   | Harzlochbächlein   | links  | 02,3        | 02,7       | St. Georgen-Ursprung                           | 785                      | Reinschebrunnen nördl. v. St. Georgen-Rupertsberg | 830                   |                                            |
| 32.098      | 1112-18   | Mühlbach           | links  | 02,5        | 02,9       | St. Georgen-Peterzell                          | 780                      | St. Georgen-Lochbronn                             | 810                   |                                            |
| 31.475      | 1112-192  | Bärlochbächlein    | links  | 02,5        | 02,3       | vor St. Georgen-Schoren                        | 776                      | Wald Rotes Moos                                   | 840                   |                                            |
| 30.249      | 1112-194  | Hagenmoosbach      | links  | 01,0        | 01,1       | St. Georgen-Schoren                            | 770                      | St. Georgen-Schoren                               | 800                   |                                            |
| 27.797      | 1112-2    | Röhlinbach         | rechts | 06,1        | 10,2       | St. Georgen-Stockburger Mühle                  | 760                      | St. Georgen-Bösingerswinkel                       | 910                   |                                            |
| 27.617      | 1112-32   | Wannendobelbach    | rechts | 01,4        | 01,1       | Unterkirnach-Wannendobel                       | 755                      | Unterkirnach-Moosloch                             | 830                   |                                            |
| 26.885      | 1112-36   | Ellenwinkelbach    | links  | 01,5        | 01,3       | Unterkirnach-Ellenwinkel                       | 750                      | Mönchweiler, Gewann Föhrenwald                    | 803                   |                                            |
| 26.860      | 1112-34   | Breitbrunnenbach   | rechts | 01,3        | 01,3       | Unterkirnach-Gründle                           | 749                      | Unterkirnach-Breitbrunnen                         | 835                   |                                            |
| 25.778      | 1112-38   | Gropperbach        | rechts | 01,6        | 00,8       | Unterkirnach-Gropper                           | 742                      | Wald Langmoos W Gropper                           | 847                   |                                            |
| 23.423      | 1112-4    | Kirnach            | rechts | 12,4        | 33,1       | Villingen-Schwenningen, Bhf. Kirnach-Villingen | 725                      | St. Georgen-Hagmichelshof                         | 950                   |                                            |
| 20.276      | 1112-52   | Krebsgraben        | links  | 05,3        | 09,0       | Villingen, nach Neuwiesenweg                   | 710                      | Mönchweiler, Gewann Luchten                       | 750                   |                                            |
| 19.895      | 1112-54   | Ziegelbach         | links  | 03,1        | 03,4       | Villingen, nach Wilhelm-Binder-Straße          | 705                      | Villingen, Deponie Sommertshauser Halde           | 745                   |                                            |
| 18.397      | 1112-7122 | Steppach           | links  | 04,4        | 09,5       | Villingen, Schlachthausstraße                  | 700                      | Villingen-Nordstetten                             | 750                   | mündet in Nebenkanal                       |
| 18.145      | 1112-6    | Warenbach          | rechts | 10,8        | 19,1       | Villingen, vor Roggenbachstraße                | 698                      | Vöhrenbacher Sommerwald                           | 930                   | OL Wieselsbach                             |
| 14.296      | 1112-72   | Talbach            | links  | 06,6        | 11,2       | nach Villingen-Marbach                         | 690                      | Villingen-Zollhaus                                | 717                   |                                            |
| 13.992      | 1112-792  | Alter Holenbach    | rechts | 01,2        | 00,3       | ggü. Brigachtal-Kirchdorf                      | 689                      | Villingen-Rietheim                                | 692                   |                                            |
| 13.880      | 1112-8    | Holenbach          | rechts | 10,4        | 19,1       | ggü. Brigachtal-Kirchdorf                      | 688                      | Vöhringer Sommerwald                              | 915                   | OL Wolfbach                                |
| 12.100      | 1112-92   | Bondelgraben       | rechts | 02,9        | 03,8       | Brigachtal-Überauchen                          | 697                      | Weinhalde westl. v. Überauchen                    | 735                   |                                            |
| 10.227      | 1112-94   | Talgraben          | rechts | 02,3        | 04,3       | Brigachtal-Beckhofen                           | 685                      | Wald westl. v. Beckhofen                          | 730                   |                                            |
| 01.420      | -         | Donaubach          | links  | 00,1        | 00,0       | Donaueschingen, Schlossgarten                  | 680                      | „Donauquelle“ im Schlossgarten                    | 678                   | verdolter Ablauf d. nominellen Donauquelle |
| 00.906      | 1112-992  | Kanal von der Breg | rechts | 01,0        | 01,4       | Donaueschingen, Ortsrand im O                  | 675                      | Donaueschingen-Allmendshofen                      | 678                   | entwässert auch Brunnenbach (1,4 km)       |

Anmerkungen zur Tabelle
1. ↑  Gewässerkennzahl, in Deutschland die amtliche Fließgewässerkennziffer mit zur besseren Lesbarkeit eingefügtem  Trenner hinter dem Präfix, das einheitlich für den allen gemeinsamen Vorfluter steht.

## Detaillierte Liste der Zuflüsse der Brigach
Zuflüsse und Seitenkanäle der Brigach sowie der Seen im und am Lauf, von der Quelle zur Mündung aufgeführt.
Gewässerlängen, -flächen, -einzugsgebiete (teils aufaddiert) und Höhen nach dem Online-Kartenserver der Landesanstalt für Umwelt, Messungen und Naturschutz Baden-Württemberg, → Weblinks. Andere Quellen sind vermerkt.
Brigachquelle auf etwa 925 m ü. NHN beim Hirnbauernhof des Zinkens Obertal des Ortsteils Brigach von St. Georgen im Schwarzwald. Die Brigach fließt anfangs östlich bis nordöstlich.
- Zinkenbach, von links auf etwa 860 m ü. NHN noch vor dem Zinken Untertal nach dem Hof Auf der Matten, 1,1 km und ca. 1,3 km².[LUBW 6] Entsteht auf etwa 888 m ü. NHN beim Zinken Im Zinken.
- Sommeraubach, von links auf über 820 m ü. NHN gleich nach Unterqueren der Schwarzwaldbahn beim Wohnplatz Kohlbühl, 2,7 km und 4,2 km². Entsteht auf etwa 875 m ü. NHN im Zinken Sommerau.
- Durchfließt auf etwa 820 m ü. NHN den Klosterweiher bei St. Georgen selbst, 2,6 ha.
- Weidenbächle, von links auf unter 800 m ü. NHN beim Bahnhof St. Georgen, 2,4 km und 2,6 km². Entsteht auf etwa 850 m ü. NHN westlich des Zinkens Vohenlohe im Wald.
- Gickenlochbach, von links auf etwa 790 m ü. NHN an der Brigachbrücke beim ehemaligen Kloster, 0,8 km und ca. 0,8 km².[LUBW 6] Entsteht auf etwa 818 m ü. NHN im Wald Gickenloch.
- → (Abgang des Kanals zum Sägerbauernhof), nach rechts gleich danach.
- Harzlochbächlein, von links auf unter 785 m ü. NHN auf etwa beim Hof Ursprung in die Brigach selbst, 2,3 km und 2,7 km². Entsteht auf etwa 830 m ü. NHN am Reinschebrunnen im Harzloch.
- ← (Rücklauf des Mühlkanals zum Sägerbauernhof), von rechts auf unter 780 m ü. NHN gegenüber dem Ortsteil Peterzell, 1,4 km.
- Mühlbach, von links an Peterzell vorbei gegenüber dem vorigen, 2,5 km und 2,9 km². Entsteht auf etwa 810 m ü. NHN beim Zinken Lochbronn. Ab hier fließt die Brigach nach dem Apex ihres anfänglichen Nordbogens südöstlich bis südlich.
- Bärlochbächlein, von links auf etwa 776 m ü. NHN etwas vor der Kläranlage bei Schoren, 2,5 km und ca. 2,3 km².[LUBW 6] Entsteht auf etwa 840 m ü. NHN im Wald Rotes Moos. Läuft auf der anderen Seite der Bahnlinie lange in der Aue der Brigach parallel.
- Hagenmoosbach, von links auf etwa 770 m ü. NHN beim Peterzeller Zinken Schoren, 1,0 km und ca. 1,1 km².[LUBW 6] Entsteht auf fast 800 m ü. NHN am nördlichen Ortsrand.
- → (Abgang des Kanals zum Dobelhäusle), nach rechts auf etwa 767 m ü. NHN.
- ← (Rücklauf des Kanals zum Dobelhäusle), von rechts auf unter 765 m ü. NHN an der Brigachbrücke zum St. Georgener Ortsteil Stockburg, 0,8 km.
- → (Abgang des Kanals zur Stockburger Mühle), nach rechts gleich nach dem vorigen.
- ← (Rücklauf des Kanals zur Stockburger Mühle), von rechts auf über 760 m ü. NHN an dieser, ca. 0,5 km.[LUBW 7]
- Röhlinbach, von rechts auf unter 760 m ü. NHN kurz nach der Stockburger Mühle, 6,1 km und 10,2 km². Entsteht auf etwa 910 m ü. NHN beim St. Georgener Zinken Bösingerswinkel.
- Wannendobelbach, von rechts auf etwa 755 m ü. NHN beim ersten Unterkirnacher Wohnplatz Wannendobel, 1,4 km und ca. 1,1 km².[LUBW 6] Entsteht auf etwa 830 m ü. NHN beim Zinken Moosloch von Unterkirnach.
- Ellenwinkelbach, von links auf unter 750 m ü. NHN beim Unterkirnacher Zinken Ellenwinkel, 1,5 km und ca. 1,3 km².[LUBW 6] Entsteht auf etwa 803 m ü. NHN im Fohrenwald von Mönchweiler.
- Breitbrunnenbach, von rechts auf etwa 749 m ü. NHN fast gegenüber dem vorigen beim Unterkinacher Hof Gründle, 1,3 km und ca. 1,3 km².[LUBW 6] Entsteht auf etwa 835 m ü. NHN beim Unterkirnacher Wohnplatz Breitbrunnen.
- Gropperbach, von rechts auf etwa 742 m ü. NHN an der Brigachbrücke zum Unterkirnacher Zinken Gropper, 1,6 km und ca. 0,8 km².[LUBW 6] Entsteht auf etwa 847 m ü. NHN im Wald Langmoos.
- Kirnach, von links auf etwa 725 m ü. NHN gegenüber dem Bahnhof Kirnach-Villingen, 12,4 km und 33,1 km². Entsteht auf etwa 950 m ü. NHN am Ostabhang des Kesselbergs beim Hagmichelshof des Zinkens Kesselberg im St. Georgener Ortsteil Oberkirnach. Nach diesem Zufluss läuft die Brigach fortlaufend östlicher.
- Passiert auf etwa 722 m ü. NHN eine Gruppe von drei Weihern am rechten Ufer, zusammen 0,3 ha.
- → (Abgang des Kanals zur Feldnermühle), nach links auf etwas über 720 m ü. NHN.
- ← (Rücklauf des Kanals zur Feldnermühle), von links auf etwas unter 720 m ü. NHN an diesem Villinger Wohnplatz, 0,4 km.
- → (Abgang des Kanals beim Villinger Kneippbad), nach links gleich nach dem vorigen.
- Im Kurpark liegt zwischen Kanal und Fluss ein länglicher Teich, 0,2 ha.
- ← (Rücklauf des Kanals beim Villinger Kneippbad), von links auf etwas über 710 m ü. NHN am letzten Steg im Kurpark, 0,9 km.
- → (Abgang des Gewerbekanals Sägebach), nach rechts auf etwa 710 m ü. NHN gleich nach dem vorigen Rückfluss vor der Brücke der Peterzeller Straße. Der Kanal entfernt sich über 500 Meter weit vom Flusslauf und läuft zu Anfang und zu Ende verdeckt.
- Krebsgraben, von links auf rund 710 m ü. NHN in Villingen nach dem Neuwiesenweg, 5,3 km und 9,0 km². Entsteht auf fast 750 m ü. NHN vor dem Nordostrand von Mönchweiler im Gewann Luchten.
- Ziegelbach, von links etwas über 705 m ü. NHN in Villingen am Taleintritt der Vockenhäuser Straße (L 179), 3,1 km und 3,4 km². Entsteht auf etwa 745 m ü. NHN am Südrand der Deponie in der Sommertshauser Halde.
- ← (Rücklauf des Gewerbekanal Sägebach), von rechts verdolt unter der Brigachbrücke der Wehrstraße, 2,1 km. Hier macht die Brigach einen Viertelsbogen und fließt dann südlich weiter.
- → (Abgang des Kanals zum Kraftwerk in der Mühlenstraße), nach links auf wenig über 700 m ü. NHN in Villingen am Wehr nach der Brücke der Donaueschinger Straße.
- Steppach, von links auf etwa 700 m ü. NHN in Villingen an der Schlachthausstraße in den beginnenden Kraftwerkskanal, 4,4 km und 9,5 km². Entsteht auf fast 750 m ü. NHN etwas nordöstlich des Villinger Weilers Nordstetten.
- Warenbach, von rechts in Villingen etwa 200 Meter nach dem Wehr mit Kanalabgang, 10,8 km und 19,1 km². Entsteht als Wieselsbach auf über 930 m ü. NHN zwischen Neuhäuslewald und Sommerwald nahe der Stadtgemarkungsgrenze zu Vöhrenbach.
- ← (Rücklauf des Kanals zum Kraftwerk in der Mühlenstraße), von links auf etwa 697 m ü. NHN vor der Brücke beim Elektrizitätswerk, 1,1 km.
- Talbach, von links auf knapp 690 m ü. NHN zwischen dem südlichen Stadtteil Marbach und dem Ortsteil Kirchdorf der Gemeinde Brigachtal, 6,6 km und 11,2 km². Entsteht auf etwa 717 m ü. NHN am Haltepunkt Marbach Ost der Bahnstrecke Villingen–Rottweil beim Weiler Zollhaus.
- Alter Holenbach, von rechts auf etwa 689 m ü. NHN wenig nach dem vorigen gegenüber der Nordspitze Kirchdorfs, 1,2 km und ca. 0,3 km².[LUBW 6] Gefällearmer Mäanderlauf, der zwischen Villingen-Rietheim und Kirchdorf in der Aue beginnt.
- Holenbach, von links kurz nach dem vorigen unterhalb der Brücke der Straße von Pfaffenweiler nach Kirchdorf, 10,4 km und 19,1 km². Entsteht als Wolfbach auf etwa 915 m ü. NHN weit westlich von Villingen-Pfaffenweiler eben noch jenseits der Stadtgemarkungsgrenze auf dem Vöhringer Teil des Sommerwalds. Unterlauf begradigt.
- Bondelgraben, von rechts gegenüber dem Haltepunkt Brigachtal-Klengen der Schwarzwaldbahn, 2,9 km und ca. 3,8 km².[LUBW 6] Entsteht auf etwa 735 m ü. NHN westlich von Brigachtal-Überauchen unter der Weinhalde.
- Talgraben, von rechts auf knapp 685 m ü. NHN durch den Brigachtaler Weiler Beckhofen, 2,3 km und ca. 4,3 km².[LUBW 6] Entsteht auf etwa 730 m ü. NHN westlich des Weilers zwischen Ochsenberg und Weißwald an der westlichen Gemeindegrenze.
- links des Laufs liegt ein See im Naturschutzgebiet Grüninger Ried, 0,5 ha.
- Altwasser links des Laufs flussabwärts des Dorfes Grüningen von Donaueschingen, 0,1 ha.
- Altwasser links des Laufs auf unter 680 m ü. NHN an einer Nordostschlinge der Brigach kurz vor Donaueschingen, 0,3 ha. Nach dem Eintritt in den Siedlungsbereich der Stadt dreht die Brigach auf Ostlauf.
- Donaubach, von links auf etwa 678 m ü. NHN auf Höhe des Fürstlich Fürstenbergischen Schlossgartens, unter 0,1 km und 0,0 km².[LUBW 6] Auf ganzer Länge verdolter Ablauf einer als Quelle der Donau gehandelten, gefassten Karstquelle im Schlossgarten. Siehe Donauquelle.
- (Kanalzulauf von der Breg), von rechts auf etwa 675 m ü. NHN am Ostrand des Donaueschinger Siedlungsbereichs, 1,0 km und ca. 1,3 km².[LUBW 6] Geht am Nordende des Stadtteils Allmendshofen nach links auf etwa 678 m ü. NHN von der Breg ab und nimmt zuallerletzt noch von links den mit 1,4 km etwas längeren Brunnenbach auf, der auf unter 680 m ü. NHN einer Quelle am Nordrand des Stadtteils Allmendshofen entspringt.

Zusammenfluss von links und Westen auf unter 675 m ü. NHN mit der rechten Breg zur Donau, kurz vor der Donaubrücke der B 27 und etwa einen Kilometer östlich des Siedlungsrandes von Donaueschingen.

### LUBW
Amtliche Online-Gewässerkarte mit passendem Ausschnitt und den hier benutzten Layern: Lauf und Einzugsgebiet der Brigach

Allgemeiner Einstieg ohne Voreinstellungen und Layer: Daten- und Kartendienst der Landesanstalt für Umwelt Baden-Württemberg (LUBW) (Hinweise)
1. 1 2  Länge nach dem Layer Gewässernetz (AWGN).
2. ↑  Einzugsgebiet nach dem Layer Aggregierte Gebiete 04.
3. ↑  Seefläche nach dem Layer Stehendes Gewässer des Online-Kartenservers der LUBW.
4. ↑  Einzugsgebiet nach dem Layer Basiseinzugsgebiet (AWGN) des Online-Kartenservers der LUBW.
5. 1 2  Höhe nach dem Höhenlinienbild auf dem Hintergrundlayer Topographische Karte.
6. 1 2 3 4 5 6 7 8 9 10 11 12 13  Einzugsgebiet abgemessen auf den Hintergrundlayer Topographische Karte des Online-Kartenservers der LUBW.
7. ↑  Länge abgemessen auf den Hintergrundlayer Topographische Karte des Online-Kartenservers der LUBW.